# Bartolomeo Arese
Bartolomeo Arese, comte de Castel Lambro né à Milan le 23 octobre 1590 et mort dans la même ville le 23 septembre 1674 est un noble et homme politique.

## Biographie
Bartolomeo Arese, fils du noble Giulio I Arese est né à Milan le 23 octobre 1590. Son père appartenait à une riche famille milanaise de «noblesse de robe» qui, surtout entre les seizième et dix-septième siècles, était le centre de la bureaucratie milanaise. Sa grand-mère paternelle, Ippolita Clari, était la fille de Giulio (1525-1575), un célèbre juriste d'Alexandrie qui a mis en place le premier Code de «Procédure pénale» à Milan.
Suivant les traces de son père, Bartolomeo a fréquenté le collège Brera dirigé par les jésuites, puis s'est inscrit à la faculté de droit à l'université de Pavie, où il a obtenu son doctorat. Retourné en permanence à Milan où grâce à l'influence de son père, il est admis à vingt-deux ans au collège des Giureconsulti où il était aussi avocat.
En 1619 son père devient président du Sénat de Milan et en 1626 il achète le domaine de Castel Lambro et obtient le titre de comte par la Maison royale, mais mort peu de temps après, son fils Bartolomeo prend le titre et lui succède. Comme son père, Bartolomeo a commencé sa carrière dans la bureaucratie milanaise en avril 1627.

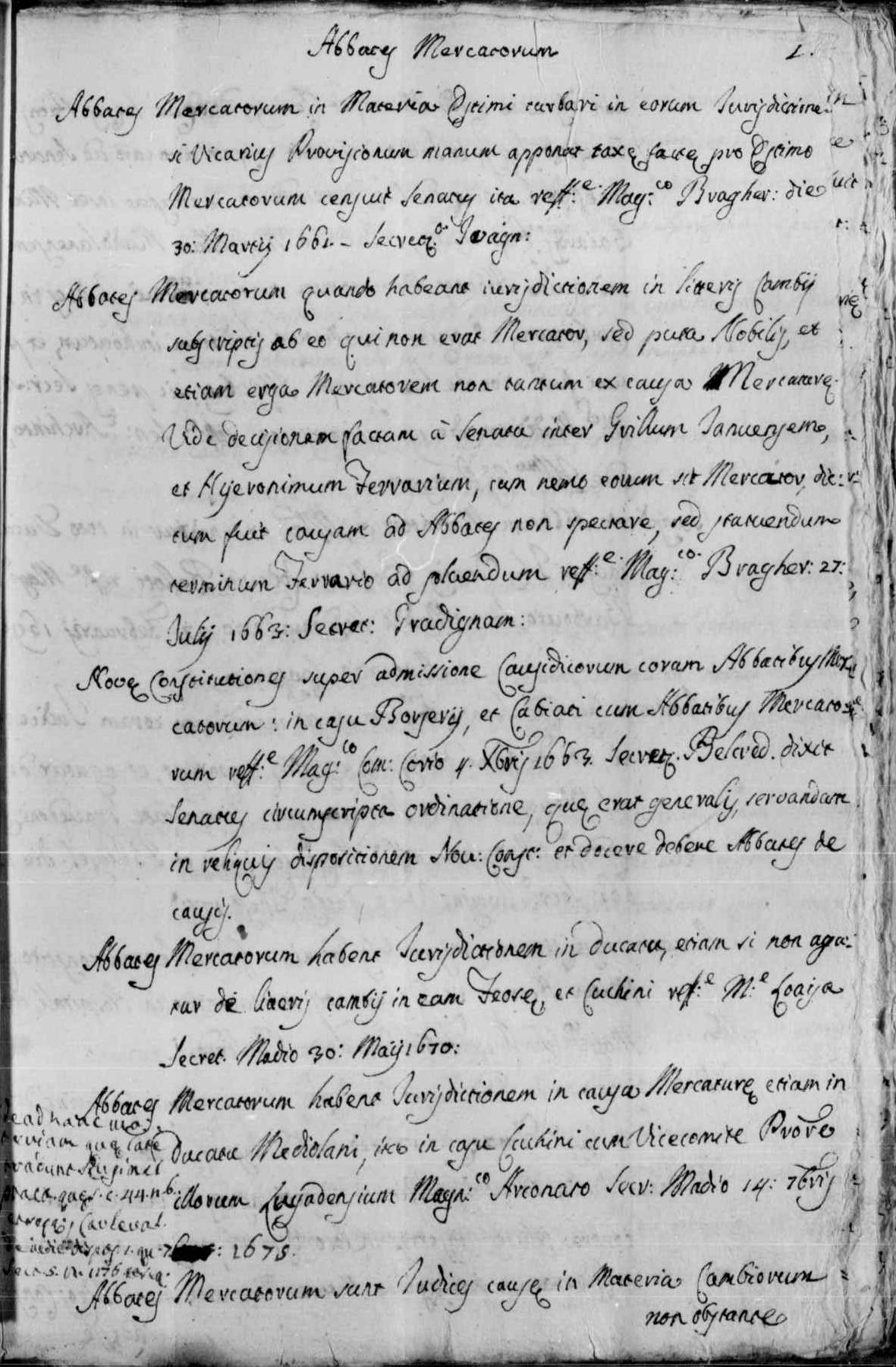
Memorabilia decisionum Senatus Mediolani Arese presidente et regente conte Bartolomeo, manuscrit, XVIIe siècle

En 1636, il devient capitaine de Justice pendant deux ans et le 19 septembre 1638 surintendant du magistrat suprême et le  29 mars 1641, il est nommé sénateur et devient le président du Sénat de Milan (Senatus Excellentissimus Mediolani), comme son père en 1660. En tant que sénateur en 1645 il prend le parti des Espagnols contre les Français qui a tenté l'invasion du duché de Milan.
En 1648, il commence entre la construction de son palais, le palais Litta dans le Corso Porta Vercellina (maintenant Corso Magenta), conçu par Francesco Maria Richini. Dans ce palais il recevait des nobles de passage et donnait des réceptions mondaines. Il a également érigé le palais Arese à Cesano Maderno utilisé comme sa résidence de campagne.
Bartolomeo Arese est mort à Milan le 23 septembre 1674 sans laisser de successeur mâle, son fils étant mort. Il a été enterré en l'église San Vittore al Corpo, dans la chapelle qu'il avait fait ériger quelques années auparavant, œuvre de l'architecte Gerolamo Quadrio.